# Farula geyseri
Farula geyseri är en nattsländeart som beskrevs av Donald G. Denning 1989. Farula geyseri ingår i släktet Farula och familjen Uenoidae. Inga underarter finns listade i Catalogue of Life.